# Sakaiminato
Sakaiminato (jap. 境港市, -shi) ist eine Stadt in der Präfektur Tottori in Japan.

## Geographie
Sakaiminato liegt am nördlichen Ende der Halbinsel Yumigahama, einer Landzunge die das Japanische Meer und den See Nakaumi voneinander trennt.

## Geschichte
Die Stadt wurde am 1. April 1956 gegründet.

## Verkehr
- Zug:
  - JR Sakai-Linie
- Straße:
  - Nationalstraßen 183, 431
- Fähre:
  - Eastern Dream der Reederei DBS Cruise Ferry von Wladiwostok, Russland, über Donghae, Südkorea (Ende November 2019 eingestellt)

## Sehenswürdigkeiten
Sakaiminato ist der Geburtsort des bekannten Manga-Zeichners Shigeru Mizuki. Ihm zu Ehren errichtete man eine Straße, in der Bronzestatuen seiner Figuren ausgestellt sind.

## Städtepartnerschaften
- Hunchun, Volksrepublik China

## Söhne und Töchter der Stadt
- Adachi Tadashi (1883–1973), Unternehmer
- Shigeru Mizuki (1922–2015), Manga-Zeichner

## Weblinks

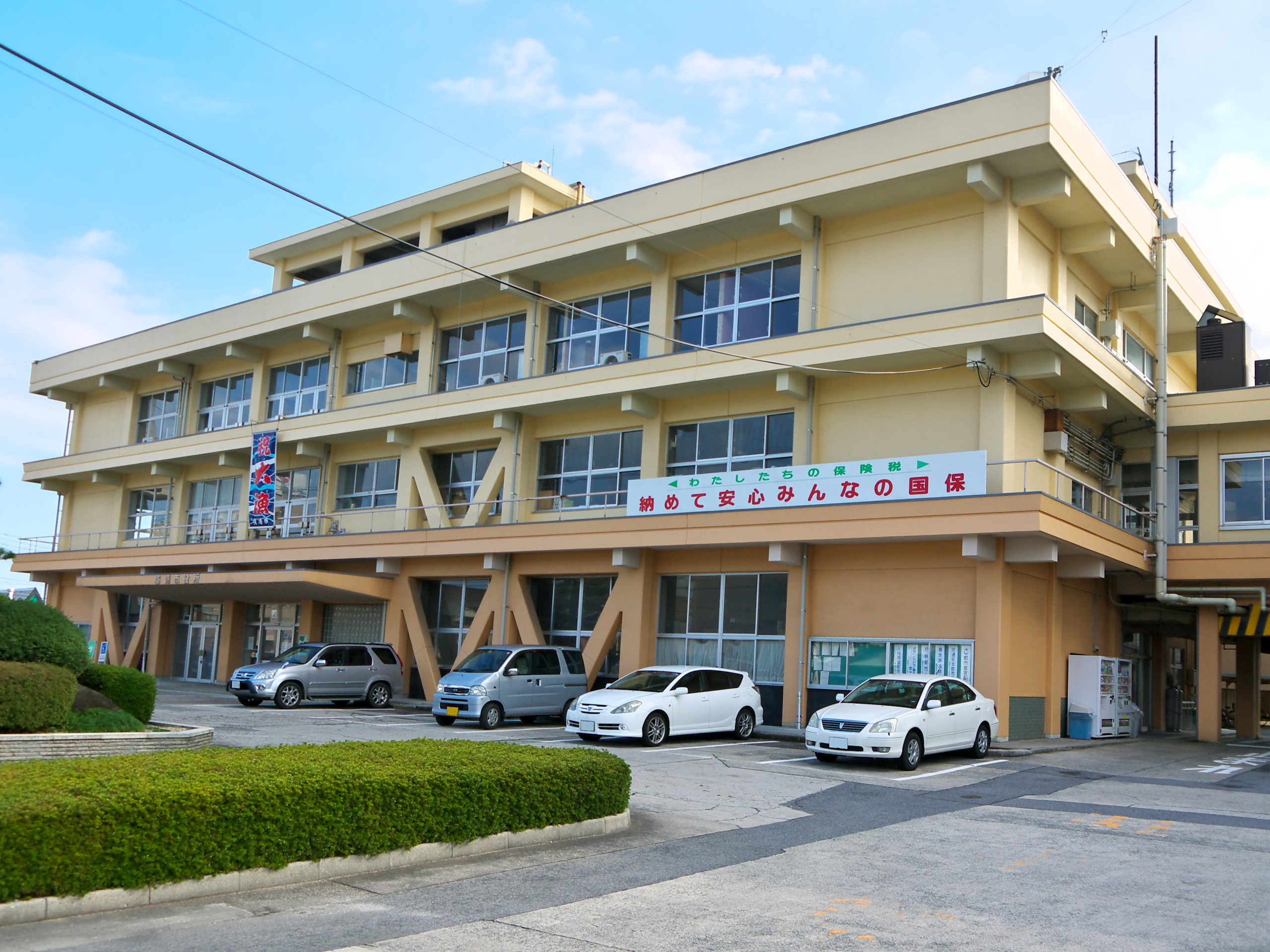
Rathaus von Sakaiminato (2013)

## Angrenzende Städte und Gemeinden
- Präfektur Tottori
  - Yonago
- Präfektur Shimane
  - Matsue
  - Yasugi